# Arc Developments
 (mars 2025).
Si vous disposez d'ouvrages ou d'articles de référence ou si vous connaissez des sites web de qualité traitant du thème abordé ici, merci de compléter l'article en donnant les références utiles à sa vérifiabilité et en les liant à la section « Notes et références ».
Arc Developments était une entreprise britannique de développement de jeux vidéo connu pour le développement Johnny Bazookatone. La société est fondée par un groupe d'anciens employés d'Elite. La société a porté de nombreux jeux sur différents systèmes et ordinateurs, mais ils ont également développé leurs propres titres, tels que Johnny Bazookatone. L'entreprise est rarement créditée dans leurs jeux pour une raison inconnue.

## Liste de jeux développés
| Année | Titre                                                            | Plate-forme                                         |
| ----- | ---------------------------------------------------------------- | --------------------------------------------------- |
| 1990  | Crack Down                                                       | ZX Spectrum                                         |
| 1992  | McDonaldland                                                     | DOS, Atari ST, Amiga                                |
| 1992  | Arch Rivals                                                      | Sega Genesis, Sega Game Gear                        |
| 1992  | Liverpool: The Computer Game                                     | Atari ST, Amiga                                     |
| 1992  | The Simpsons: Bart vs. the Space Mutants                         | Sega Genesis, Sega Game Gear, Sega Master System    |
| 1993  | The Simpsons: Bart vs. the World                                 | Sega Game Gear, Sega Master System, Atari ST, Amiga |
| 1993  | Terminator 2: Judgment Day                                       | Sega Game Gear, Sega Master System                  |
| 1993  | The Addams Family                                                | Sega Game Gear, Sega Master System                  |
| 1994  | The Hurricanes                                                   | Sega Genesis, Sega Game Gear                        |
| 1996  | Johnny Bazookatone                                               | DOS, 3DO, PlayStation, Sega Saturn                  |
| 1996  | World Cup Golf: Professional Edition                             | Sega Saturn                                         |
| 1996  | The Art of Fly Fishing: Volume One - Rivers of the British Isles | Microsoft Windows                                   |
| 1996  | Track Attack                                                     | DOS                                                 |
| 1997  | 4-4-2 Soccer                                                     | DOS, PlayStation                                    |